# Crystallichthys cameliae
Crystallichthys cameliae är en fiskart som först beskrevs av Nalbant, 1965.  Crystallichthys cameliae ingår i släktet Crystallichthys och familjen Liparidae. Inga underarter finns listade i Catalogue of Life.